# À deux mètres de toi
Pour plus de détails, voir Fiche technique et Distribution.
À deux mètres de toi (Five Feet Apart), ou À cinq pieds de toi au Québec, est une comédie romantique et dramatique américaine réalisée par Justin Baldoni, sortie en 2019. Un roman a vu le jour à la suite du film. Celui-ci est devenu un succès d'édition.

## Synopsis
Stella Grant (Haley Lu Richardson) est une patiente de 17 ans atteinte de mucoviscidose. Elle rencontre Will Newman (Cole Sprouse), lui aussi atteint de mucoviscidose, qui se trouve à l'hôpital pour un essai clinique visant à le débarrasser d'une infection bactérienne pulmonaire (Burkholderia cepacia).
Les patients atteints de mucoviscidose sont strictement séparés de six pieds de distance afin de réduire le risque d’infection croisée, car les infections bactériennes contractées par d’autres patients atteints de mucoviscidose peuvent être dangereuses, voire mortelles.
Tout se complique lorsqu'elle tombe sous le charme de Will. Ils tentent d’avoir une relation malgré la distance physique qui doit toujours les séparer.

## Fiche technique
Sauf indication contraire, les informations mentionnées dans cette section peuvent être confirmées par la base de données cinématographiques IMDb,  présente dans la section « Liens externes ».
- Titre original : Five Feet Apart
- Titre québécois : À cinq pieds de toi
- Titre français : À deux mètres de toi
- Réalisation : Justin Baldoni
- Scénario : Mikki Daughtry et Tobias Iaconis
- Direction artistique :
- Costumes :
- Photographie : Frank G. DeMarco
- Montage : Angela M. Catanzaro et Marvin Matyka
- Musique : Brian Tyler et Breton Vivian
- Production : Cathy Schulman et Justin Baldoni
- Sociétés de production : CBS Films, Welle Entertainment et Wayfarer Entertainment
- Société de distribution : CBS Films et Lionsgate
- Pays d’origine :  États-Unis
- Langue originale : anglais
- Format : couleur
- Genre : comédie dramatique
- Durée : 116 minutes
- Budget : 7 millions $[1]
- Dates de sortie[2]:
  - États-Unis, Canada : 15 mars 2019
  - Royaume-Uni : 22 mars 2019
  - Russie : 1er mai 2019
  - Allemagne : 20 juin 2019
  - France : 17 juillet 2019 (directement en vidéo)

## Distribution
- Haley Lu Richardson (VFB : Sophie Frison) : Stella Grant
- Cole Sprouse (VF : Clément Moreau) : Will Newman
- Moisés Arias (VFB : Thibaut Delmotte) : Poe Ramirez
- Kimberly Hébert Gregory (VFB : Monia Douieb) : infirmière Barbara
- Parminder Nagra (VFB : Fabienne Loriaux) : Dr. Hamid
- Claire Forlani : Meredith Newman
- Emily Baldoni (VFB : Valérie Muzzi) : infirmière Julie
- Cynthia Evans (VFB : Angélique Leleux) : Erin Grant
- Gary Weeks : Jeff Grant
- Sophia Bernard (VFB : Nancy Philippot) : Abby Grant
- Cecilia Leal (VFB : Melissa Windal) : Camila

Photos des acteurs
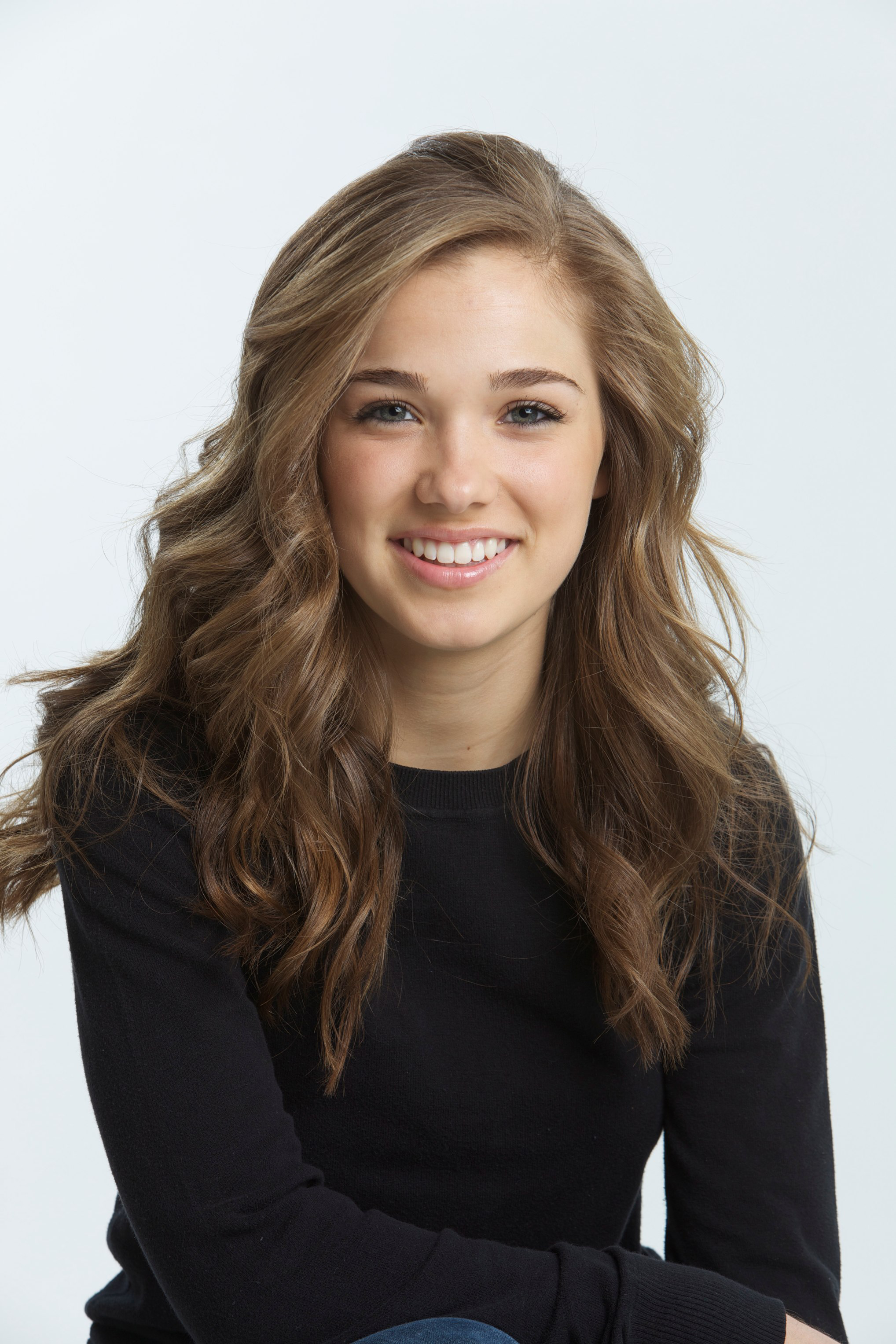
Haley Lu Richardson
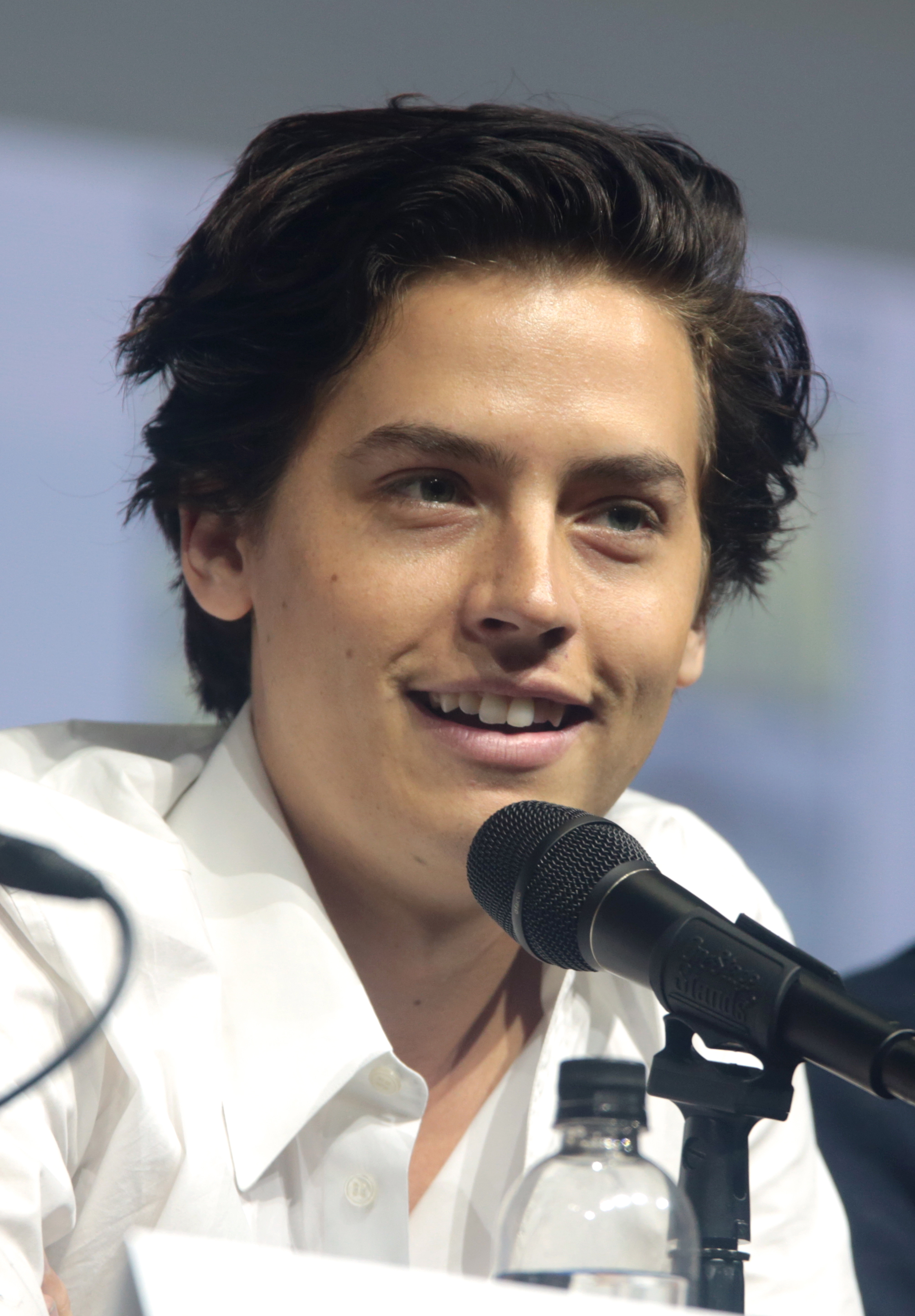
Cole Sprouse
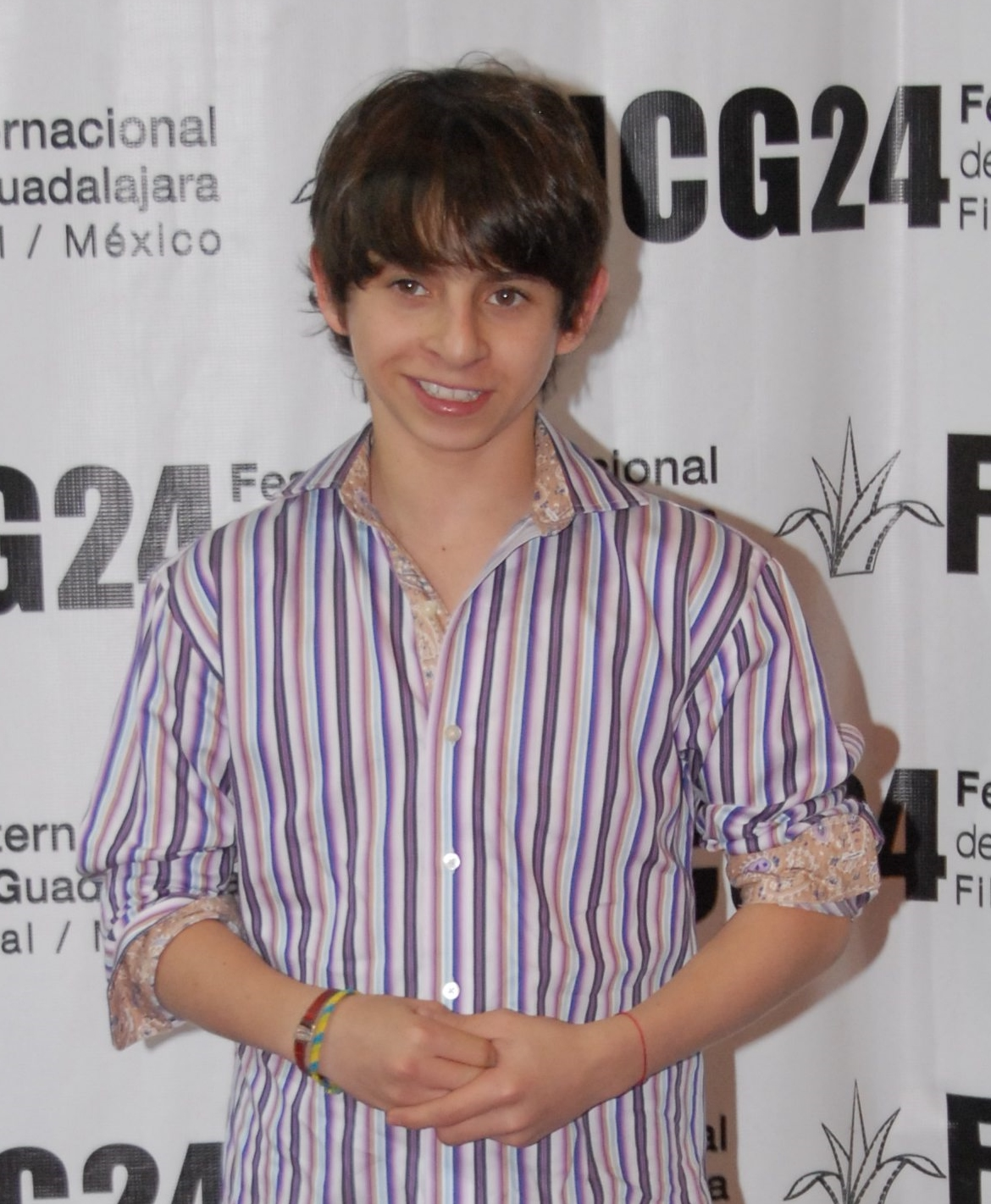
Moisés Arias
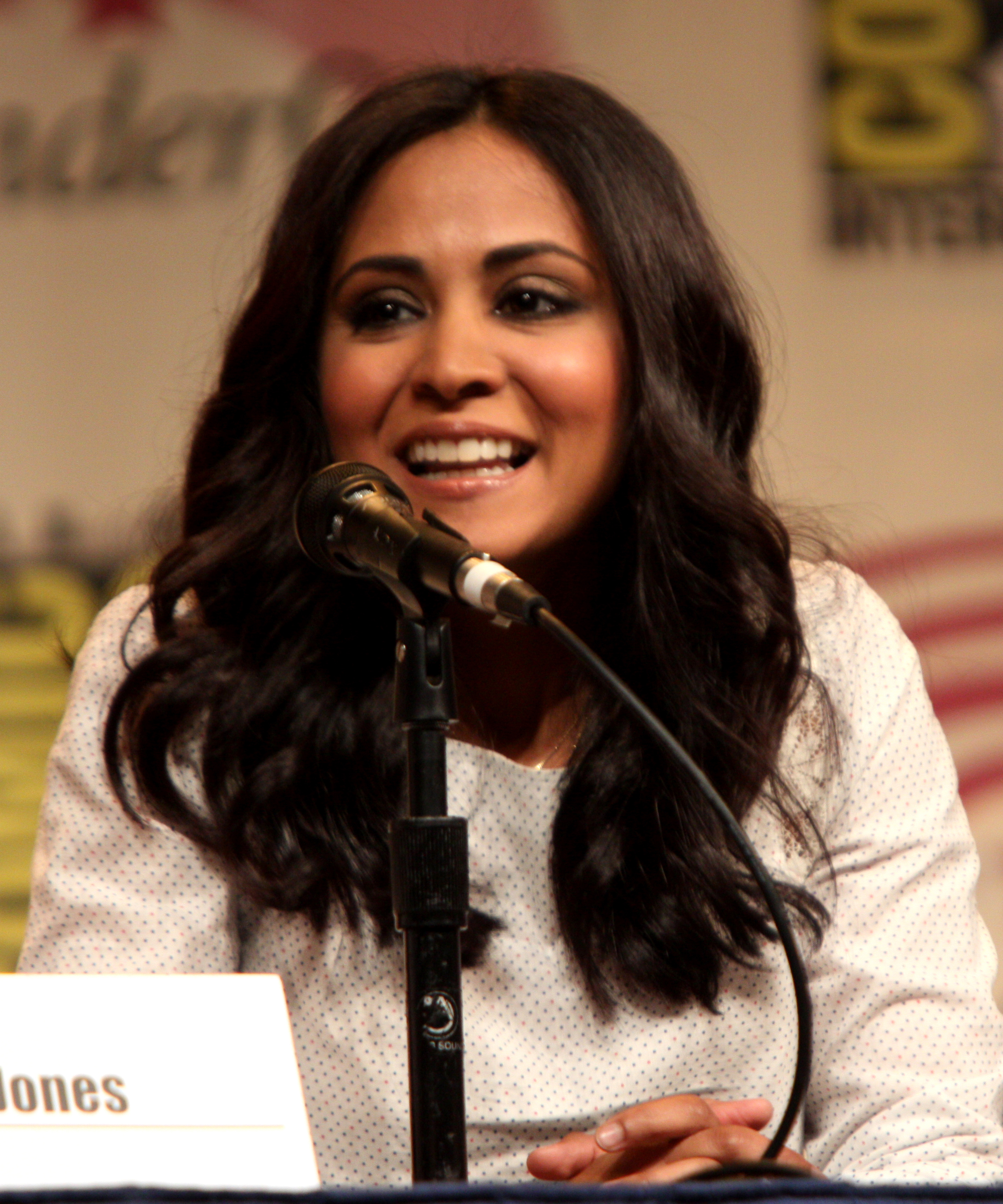
Parminder Nagra
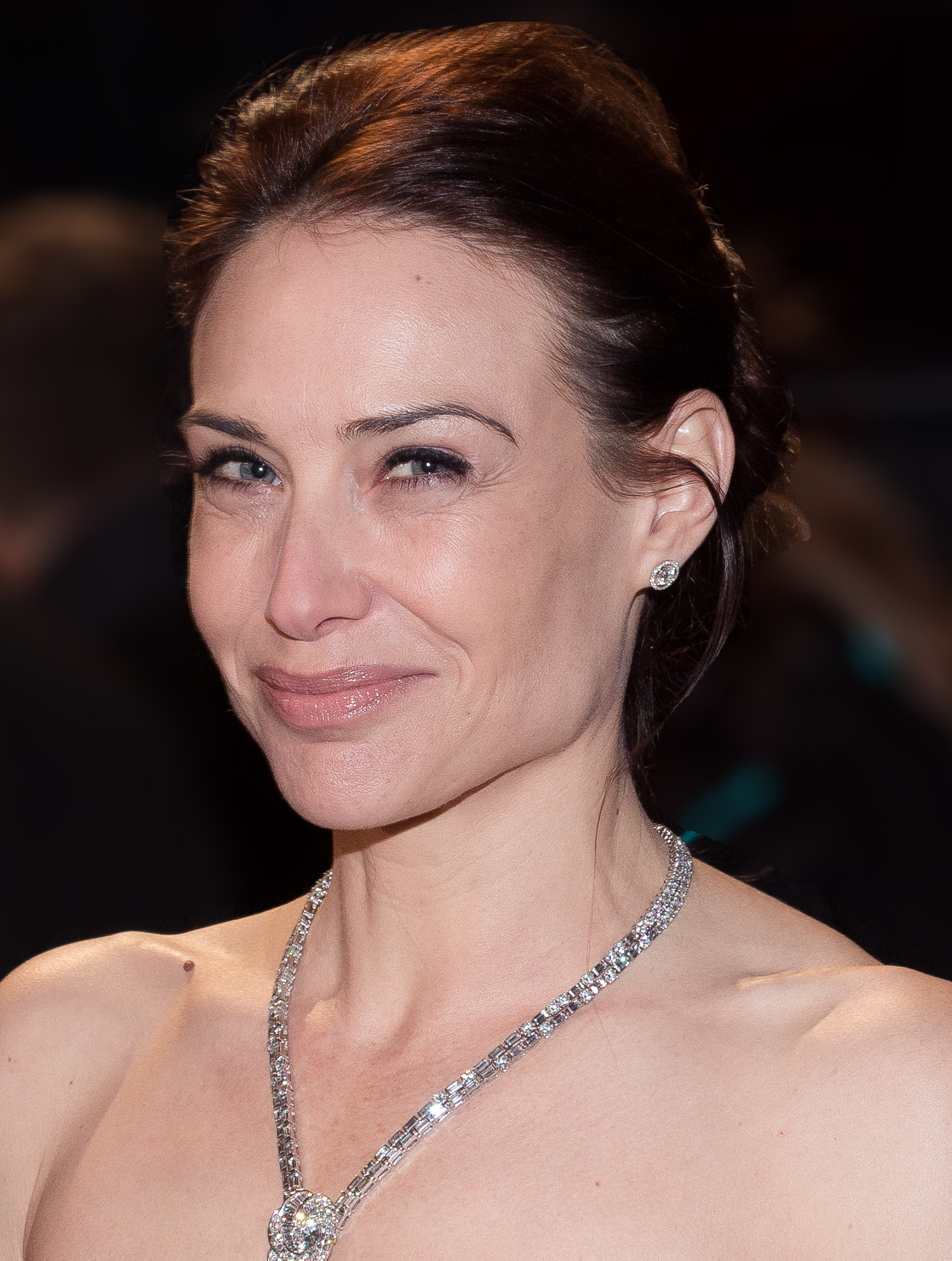
Claire Forlani

Version française
- Société de doublage : Dubbing Brothers
- Adaptation des dialogues : Ludovic Manchette et Christian Niemiec
- Direction artistique : D. Perret

## Production

### Genèse et développement

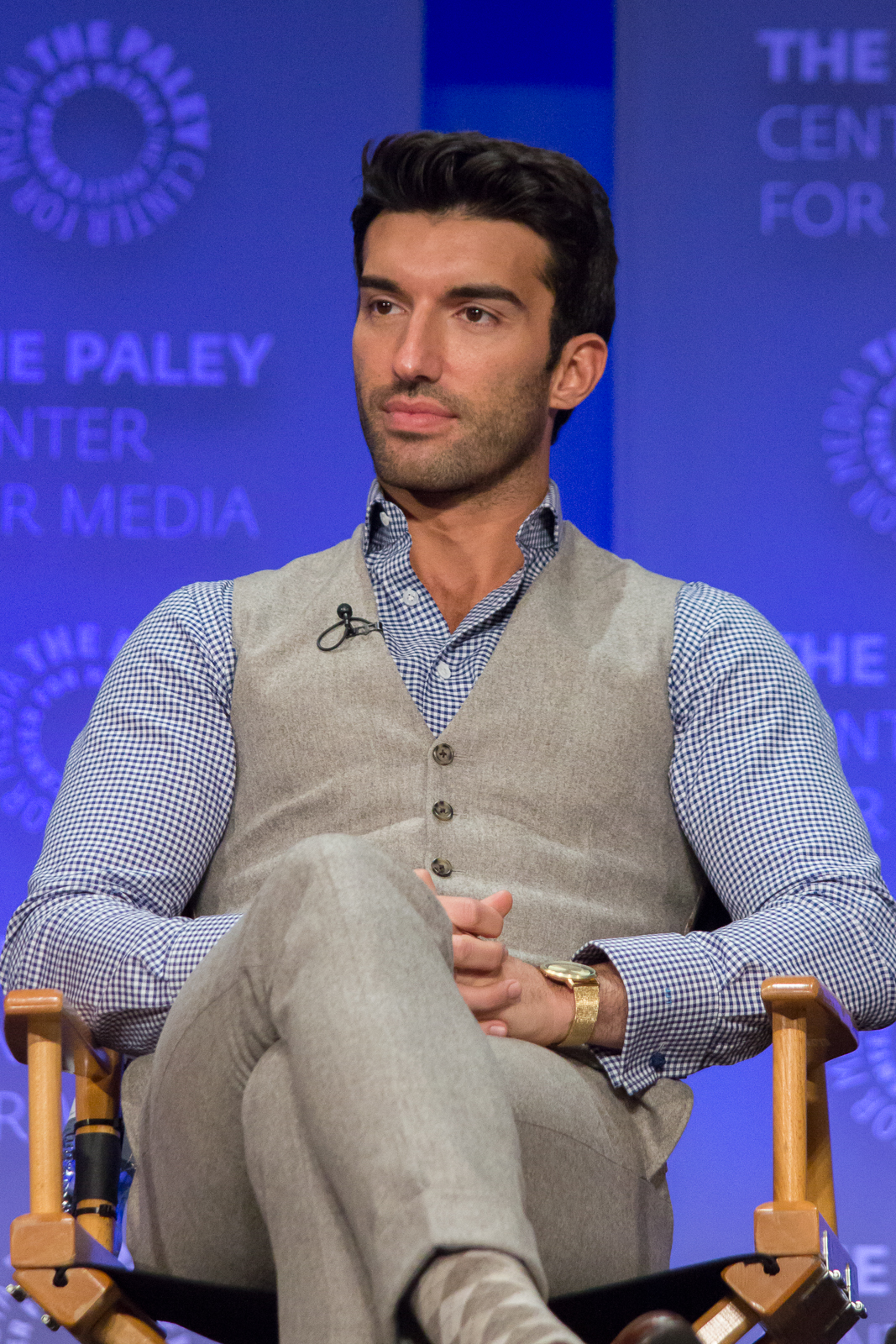
Justin Baldoni, producteur et réalisateur du film.

En janvier 2017, Tobias Iaconis et Mikki Daughtry vendent leur scénario à CBS Films. Justin Baldoni est le producteur et réalisateur du film.
Justin Baldoni s'est d'abord intéressé à la mucoviscidose en réalisant le documentaire My Last Days. Il a rencontré la Youtubeuse Claire Wineland et l’a ensuite recrutée en tant que consultante pour le film, avant qu’elle ne décède des suites d’une complication de la mucoviscidose le 2 septembre 2018.
Le titre du film fait référence à la "règle des six pieds", une directive de la Fondation de la fibrose kystique qui stipule que les patients atteints de fibrose kystique doivent être distants d'au moins 6 pieds (2 mètres) l'un de l'autre, afin de réduire le risque d'infection croisée.
Un roman du même nom de Rachael Lippincott a été publié en novembre 2018.

### Attribution des rôles
En janvier 2018, Cole Sprouse, est choisi pour jouer le rôle de Will Newman. En avril 2018, Haley Lu Richardson est sélectionnée pour le rôle principal de Stella Grant, tandis que Moisés Arias décroche le rôle de Poe Ramirez.

### Tournage
Le tournage du film débute le 25 mai 2018 et s'achève un mois plus tard, le 26 juin 2018. Il a lieu à La Nouvelle-Orléans en Louisiane.

## Accueil

### Sortie
Le film est sorti le 15 mars 2019.

## Distinctions
(en) Récompenses pour À deux mètres de toi sur l’Internet Movie Database :
Nominations
- 2019 : Golden Trailer Awards : Meilleur film romantique
- 2019 : MTV Movie & TV Awards : Meilleure révélation de l'année pour Haley Lu Richardson
- 2019 : 21e cérémonie des Teen Choice Awards : 
  - Meilleur film dramatique ;
  - Meilleur acteur dans un film dramatique pour Cole Sprouse ;
  - Meilleure actrice dans un film dramatique pour Haley Lu Richardson ;
  - Meilleure bande originale pour For Don't Give Up d'Andy Grammer ;